# КАвЗ-4239
КАвЗ-4239 — полунизкопольный многоместный городской автобус среднего класса, выпускавшийся на КАвЗе в 2008—2013 годах. Изначально планировался серийный выпуск автобусов, но в связи с проблемами поставок комплектующих для шасси из Китая проект был закрыт в 2012 году. Всего выпущено не более 100 единиц.

## История
Был представлен на выставке «КомТранс» в 2007 году как замена устаревшим моделям КАвЗ-3244 и КАвЗ-3976. В 2008 году, как раз к завершению выпуска «коробочек» в Кургане начали выпуск бескапотного автобуса, который кардинально отличался от выпускаемых «капотников». Полунизкопольный автобус вагонной компоновки КАвЗ-4239 должен был вывести завод на совершенно новый уровень. На автобусе был установлен шестицилиндровый рядный дизельный двигатель Deutz под стандарт топлива Евро-3. В то время только МАЗ массово собирал машины аналогичного назначения. Да и то, они были короче и менее вместительны. Машина имела формулу дверей 2-2-1 и полностью ровный пол в передней части салона. Причём «ровный» без всяких оговорок — четыре сиденья здесь стояли на полу и сейчас бы их с чистой совестью назвали «социальными». Всего же КАвЗ-4239 длиной 10,6 метров был рассчитан на 89 человек, из которых 23 могли ехать сидя. Автобус имел 6-ступенчатую коробку перемены передач, все автобусы выпускались заднеприводными. Предполагалось, что уже в 2008 году будет собрана первая партия из 150 единиц. В следующем 2009-м — уже 500 штук. А в 2010-м завод должен был выйти на плановые 1000 автобусов в год. К сожалению, модель заслужила славу «сырой» и ненадёжной. А потому, с 2008 по 2012 год удалось собрать только 100 машин из первой партии завезенных китайских шасси FAW. Из-за сложностей в ремонте автобуса в целом выпуск «полунизкопольников» КАвЗ пришлось прекратить, а завод сосредоточился на выпуске других моделей автобусов. Наиболее совершенной стала следующая модель КАвЗ-4270.

## Преимущества и недостатки
Ввиду имеющихся недоработок автобусы обладали так же и рядом преимуществ:
- удобство посадки — высадки для всех категорий пассажиров;
- увеличение пассажиропотока за счёт сокращения простоев на остановках и максимальной пассажировместимости;
- экологический стандарт Евро-3;
- высокая остаточная стоимость.

К недостаткам можно отнести:
- расположение запасного колеса (в салоне на пассажирской площадке);
- трудности с ремонтом автобуса;
- ограниченный срок службы автобуса (5–10 лет).

## Эксплуатация
4 единицы использовалось перевозчиками в 2012—2014 в городе Шадринске на городских маршрутах 5, 6, 7 и 119. Неизвестное количество автобусов находилось на маршрутах в городах Екатеринбурге, Омске и Кургане.
| Регион                          | Кол-во |
| ------------------------------- | ------ |
| Свердловская область            | 8/6    |
| Ямало-Ненецкий автономный округ | 6/6    |
| Иркутская область               | 2/1    |
| Ростовская область              | 1/0    |
| Башкортостан                    | 1/0    |
| Хабаровский край                | 1/1    |
| Пензенская область              | 1/0    |
| Белгородская область            | 1/0    |
| Новосибирская область           | 1/1    |
| Приморский край                 | 1/1    |
| Всего                           | 23/16  |

## Модификации
- КАвЗ-4239-00 — базовая модификация
- КАвЗ-4239 7.1 МТ — модификация с турбодизельной силовой установкой